# Conclave de 1431
El Conclave de 1431 es va convocar després de la mort de Martí V, es va celebrar els dies 2 i 3 de març i s'acabà amb l'elecció del cardenal Gabriele Condulmer, que va prendre el nom d'Eugeni IV. Va ser el primer conclave després del Cisma d'Occident.

## Participants
El papa Martí V va morir el 20 de febrer de 1431. Al moment de la seva mort hi havia vint membres del Col·legi Cardenalici, però només divuit es consideraven electors vàlids. Catorze d'ells van participar en el conclave. La llista dels participants s'ha estructurat d'acord amb les subscripcions a la capitulació del Conclave, publicades als Annales Ecclesiastici.
| Elector                                               | Nacionalitat              | Títol                               | Elevat                                    | Elevador                          | Notes |
| ----------------------------------------------------- | ------------------------- | ----------------------------------- | ----------------------------------------- | --------------------------------- | --- |
| Giordano Orsini                                       | Estats Pontificis         | Bisbe d'Albano                      | 12 juny 1405                              | Papa Innocenci VII                | Degà del Col·legi Cardenalici; Penitenciari major                                                          |
| Antonio Correr, O.C.R.S.A.                            | República de Venècia      | Bisbe de Porto i Santa Rufina       | 9 maig 1408                               | Papa Gregori XII (Cardenal-nebot) | Arxipreste de la Basílica Vaticana                                                                         |
| Antonio Panciera                                      | República de Venècia      | Sacerdot de S. Susanna              | 6 juny 1411                               | Antipapa Joan XXIII               | Protoprevere del Col·legi Cardenalici; Administrador de la seu de Frascati                                 |
| Gabriel Condulmer, O.C.R.S.A. (elegit Papa Eugeni IV) | República de Venècia      | Sacerdot de S. Clemente             | 9 maig 1408                               | Papa Gregori XII (Cardenal-nebot) | |
| Branda de Castiglione                                 | Ducat de Milà             | Sacerdot de S. Clemente             | 6 juny 1411                               | Antipapa Joan XXIII               | |
| Jean de La Rochetaillée                               | Regne de França           | Sacerdot de S. Lorenzo in Lucina    | 24 maig 1426                              | Martí V                           | Administrador of Rouen i Besançon; Arxipreste de la Basílica de Santa Maria Major                          |
| Antonio Casini                                        | República de Siena        | Sacerdot de S. Marcello             | 24 maig 1426                              | Martí V                           | Administrador de Grosseto                                                                                  |
| Alfonso Carillo de Albornoz                           | Corona de Castella i Lleó | Diaca de S. Eustachio               | 22 setembre 1408                          | Antipapa Benet XIII               | Protodiaca del Col·legi Cardenalici, Arxipreste de la Basílica del Laterà; Administrador d'Osma i Sigüenza |
| Lucido Conti                                          | Estats Pontificis         | Diaca de S. Maria in Cosmedin       | 6 juny 1411                               | Antipapa Joan XXIII               | Cardenal-protector de l'Orde Teutònic; Camarlenc del Col·legi Cardenalici                                  |
| Ardicino della Porta                                  | Ducat de Milà             | Diaca de SS. Cosma e Damiano        | 24 maig 1426                              | Martí V                           | |
| Prospero Colonna                                      | Estats Pontificis         | Diaca de S. Giorgio in Velabro      | 24 maig 1426, publicat el 8 novembre 1430 | Martí V (Cardenal-nebot)          | |
| Giuliano Cesarini                                     | Estats Pontificis         | Diaca de S. Angelo in Pescheria     | 24 maig 1426, publicat el 8 novembre 1430 | Martí V                           | Legat papal a Alemanya                                                                                     |
| Niccolo Albergati, O.Carth.                           | Signoria de Bolonya       | Sacerdot de S. Croce in Gerusalemme | 24 maig 1426                              | Martí V                           | Administrador de Bolonya; legat papal a França                                                             |

El Concili de Constança va confirmar els cardenals creats per les tres obediències durant el cisma. Set participants foren nomenats cardenals per Martí V, tres pel pisà Antipapa Joan XXIII, dos pel romà Papa Gregori XII, un pel romà Papa Innocenci VII i un per l'Antipapa Benet XIII d'Avinyó.

## Absents
Cinc electors no van participar en el conclave:
| Elector                     | Nacionalitat              | Títol                                         | Elevat        | Elevador            | Notes                                           |
| --------------------------- | ------------------------- | --------------------------------------------- | ------------- | ------------------- | ----------------------------------------------- |
| Pierre de Foix, O.F.M.      | Regne de França           | Cardenal-Prevere de S. Stefano al Monte Celio | setembre 1414 | Antipapa Joan XXIII | Legat a Avinyó; administrador de Comenge        |
| Louis Aleman, O.C.R.S.J.    | Regne de França           | Sacerdit de S. Cecilia                        | 24 maig 1426  | Martí V             | Administrador d'Arles                           |
| Henry Beaufort              | Regne d'Anglaterra        | Sacerdot de S. Eusebio                        | 24 maig 1426  | Martí V             | Administrador de Winchester; legat a Anglaterra |
| Juan de Cervantes           | Corona de Castella i Lleó | Sacerdot de S. Pietro in Vincoli              | 24 maig 1426  | Martí V             | Administrador of Tui                            |
| Hugues Lancelot de Lusignan | Regne de Xipre            | Diaca de S. Adriano                           | 24 maig 1426  | Martí V             | Administrador de Nicòsia                        |

Tots els electors absents foren creats per Martí V, excepte Pierre de Foix, que fou elevat pel pisà Antipapa Joan XXIII.

## No electors
El Papa Martí V va iniciar el costum de crear cardenals sense publicar els seus noms, com si fossin in pectore. Al moment de la seva mort els noms de dos dels seus nomenats no s'havien publicat i, per tant, no estaven registrats entre els membres del Col·legi Cardenalici. Hi havia Joan Casanova, administrador d'Elna, i Guillaume Ragenel de Montfort, bisbe de Saint-Malo, i tots dos foren creats cardenals més tard per Eugeni IV. No obstant això, també es van crear dos cardenals inicialment in pectore però després de la publicació no se'ls permeté participar en aquest conclave, perquè no s'havien realitzat els ritus corresponents a la mort de Martí V:
| Elector                          | Nacionalitat      | Títol                            | Elevat                                                                             | Elevador | Notes                                                               |
| -------------------------------- | ----------------- | -------------------------------- | ---------------------------------------------------------------------------------- | -------- | ------------------------------------------------------------------- |
| Domènec Ram i Lanaja, O.C.R.S.A. | Corona d'Aragó    | Sacerdot de SS. Giovanni e Paolo | 24 maig 1426, publicat el 8 novembre 1430, però sense acabar el ritu d'investidura | Martí V  | Administrador de Lleida                                             |
| Domenico Capranica               | Estats Pontificis | Diaca de S. Maria in Via Lata    | 24 maig 1426, publicat el 8 novembre 1430, però sense acabar el ritu d'investidura | Martí V  | Administrador de Fermo; Governador de Perusa i del Ducat de Spoleto |
| Guillaume Ragutel de Montfort    | Regne de França   | cardenal prevere                 |                                                                                    | Martí V  | Bisbe de Saint-Malo                                                 |
| Joan de Casanova, O.P.           | Corona d'Aragó    | cardenal prevere                 |                                                                                    | Martí V  | Administrador d'Elna                                                |

## Elecció del Papa Eugeni IV
La missa de l'Esperit Sant es va cantar el dijous 1 de març de 1431 pel cardenal Giordano Orsini, bisbe d'Albano. El 3 de març tots els cardenals presents a Roma van entrar al conclave a Santa Maria sopra Minerva. El 2 de març els electors es van preparar i van subscriure la capitulació del conclave. Els termes de la Capitulació, que contenia almenys vuit causes, indicava que la meitat dels ingressos del Papa s'havien de compartir amb el Col·legi Cardenalici, i que si no hi ha problemes importants, els assumptes es poden resoldre sense el col·legi cardenalici.
El primer escrutini es va celebrar l'endemà, 3 de març, i va acabar amb una unànime elecció del cardenal Gabriele Condulmer, que va prendre el nom d'Eugeni IV. L'11 de març va ser solemnement coronat a l'escala de la Basílica Vaticana pel cardenal Alfonso Carillo de S. Eustachio, el cardenal Protodiaca.